# 保罗·蒂贝茨
小保羅·沃菲爾德·蒂貝茨（英語：Paul Warfield Tibbets, Jr.，1915年2月23日—2007年11月1日），美国空军准将。以驾驶史上第一架投掷原子弹的轰炸机艾諾拉·蓋伊號而闻名，該轟炸機在日本广岛市上空投下了代号为“小男孩”的原子弹。

## 生平

### 早年生活
蒂贝茨在美国伊利诺伊州昆西出生，父母分别是老保罗·沃菲尔德·蒂贝茨(Paul Warfield Tibbets, Sr.)和艾诺拉·盖·蒂贝茨(Enola Gay Tibbets)（本姓哈格德）。蒂贝茨在艾奥瓦州锡达拉皮兹长大，父亲在当地当批发商。根据1930年的人口普查资料，蒂贝茨一家已迁往德梅因。后来，他们又迁往佛罗里达州迈亚密。蒂贝茨随后入读盖恩斯维尔的佛罗里达大学。

### 服役时期
1930年2月25日，蒂贝茨在肯塔基州托马斯堡加入美国陆军航空队，1938年获任命为少校，他被认为是当时最优秀的轰炸机飞行员。1942年8月17日，他率领第一批B-17轰炸机参与美國第八航空隊在欧洲的轰炸行动；后来又在地中海战区参与战斗，直至返回美国试飞B-29超级堡垒轰炸机。

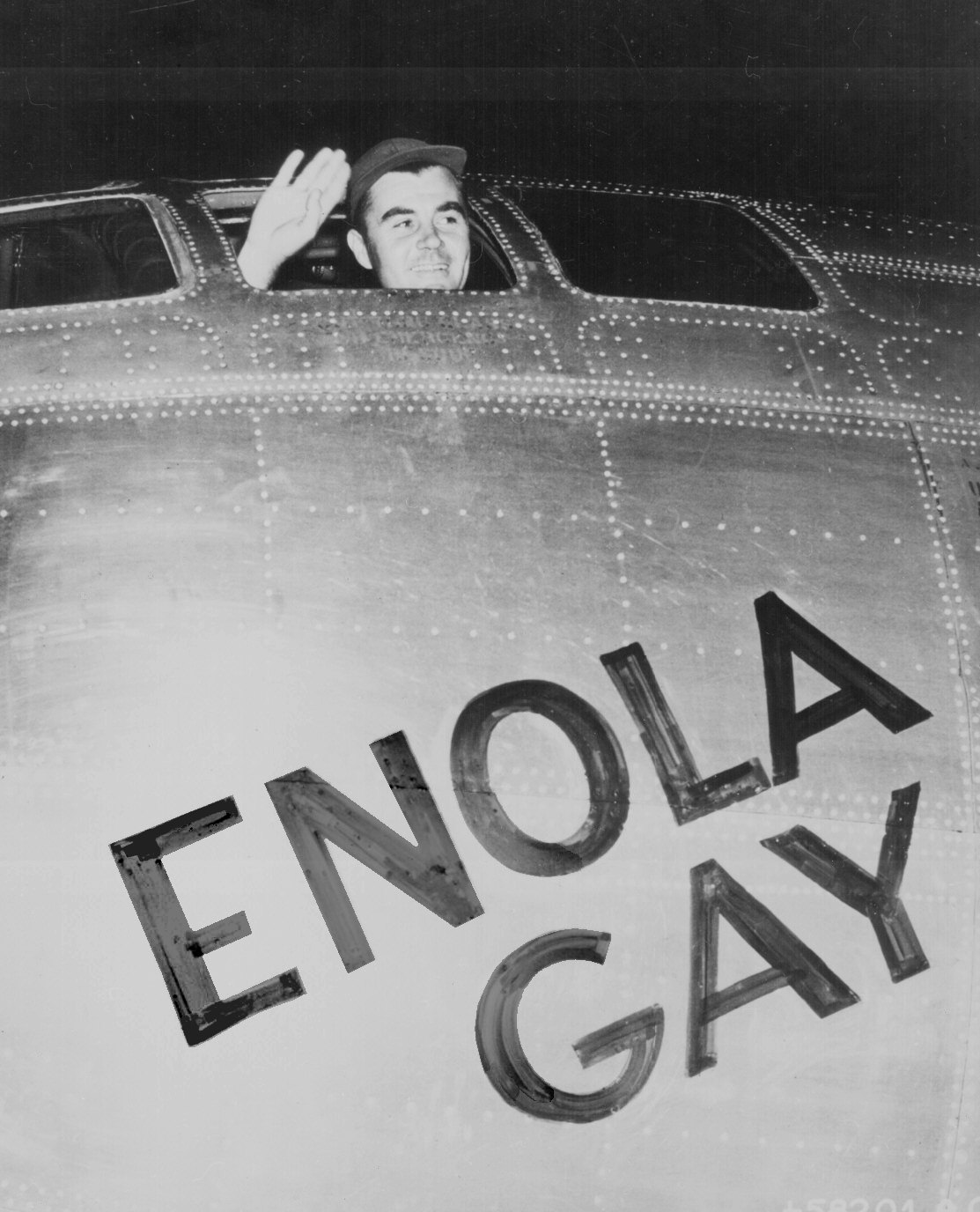
蒂贝茨从“艾诺拉·盖伊”(Enola Gay)上挥手，在轰炸广岛之前。

1944年9月，蒂贝茨获选指挥一个在犹他州文多弗陆军机场的计划，该计划后来成为第509混編大隊，与曼哈顿计划的艾伯塔计划有关连。1945年8月5日， 陸軍上校蒂贝茨在凌晨2时25分驾驶“艾诺拉·盖伊”号轰炸机从天宁岛起飞前往日本广岛市；当地时间8月6日上午8时15分，一颗代号为“小男孩”的原子弹在广岛被投下，最終导致大约26万人--30万人死亡。震慑并打击了當時的日本政府，加速了太平洋战争乃至整个二战的结束。
1947年，蒂贝茨获頒紫心勳章；1964年，派駐至美國駐印度大使館擔任武官，任期長達22個月，至1966年6月離任，同年从美国空军退役。

### 退役后生活
蒂贝茨退役后，曾在俄亥俄州哥伦布的国际租机服务公司工作，1970年离开后又在1974年重返该公司。1976年他成为该公司总裁，1987年退休。
蒂贝茨在2007年11月1日在哥伦布的家中逝世，享年92岁。